# Râul Avrigel
Râul Avrigel este un curs de apă, unul din cele două brațe care formează Râul Avrig. 